# Fourreur
Le fourreur fabrique des pièces en fourrure, les transforme et les répare. Lorsqu’il acquiert les peaux, elles sont déjà préparées par le pelletier et l’apprêteur. Le terme de fourrure désigne la pièce finie.

## Historique
Depuis les temps préhistoriques, la fourrure est utilisée dans l’habillement et la décoration. Ce fut le premier vêtement des hommes, toujours utilisé dans l’Antiquité en Égypte et en Grèce. Au Moyen Âge, la fourrure est toujours nécessaire dans l’habillement, pourtant elle devient un luxe. Son commerce et son exploitation sont très réglementés. Seules les familles royales sont autorisées à en porter sans grandes contraintes. C’est ainsi que la fourrure devient le symbole d’un rang social élevé. Malgré cela, le marché de la fourrure augmente fortement au XVIIIe siècle et XIXe siècle. La Révolution industrielle créant de nouvelles richesses, la fourrure redevient un objet de mode et pas seulement de luxe. Elle entre plus spécifiquement dans la garde-robe féminine.  Les techniques de découpes et de modélisme se modernisent.

## Patrimoine culturel immatériel en France
Le savoir-faire du fourreur est inscrit à l’Inventaire du patrimoine culturel immatériel en France, après une enquête réalisée en Dordogne.

## Fabrication des fourrures
Selon le type de peau, le travail est différent, mais suit toujours les mêmes étapes.
L'artisan commence par le dressage. La peau est tout d’abord mouillée et étirée pour évaluer sa taille. Le nombre de peaux nécessaires à la confection d’un vêtement par exemple pourra alors être déterminé. La réparation, pas toujours nécessaire, permet de corriger les éventuels défauts du poil.
Le fourreur procède ensuite à l’assortiment : les peaux sont classées en fonction de leur teinte, afin d’assurer l’homogénéité du futur produit.
Puis la peau est une nouvelle fois mouillée et tendue au maximum. C'est l'étape du clouage. Elle est accrochée avec des clous et des agrafes et laissée à sécher. Elle deviendra quelque peu rigide, ce qui permet au fourreur de lui donner une forme.
Vient enfin l'étape de la coupe et de la couture. Il y a deux coupes possibles :
- le travail en pleine peau : les peaux sont assemblées et cousues bout à bout pour faire la surface du vêtement. Les jointures sont découpées selon un gabarit.
- l’allonge : les peaux sont découpées en lamelles en forme de V. Les V sont ensuite cousus en décalés les uns par rapport aux autres.